# Христо Христов (контраадмирал)
Вижте пояснителната страница за други личности с името Христо Христов.
Христо Харалампиев Христов е български морски офицер, контраадмирал.

## Биография
Роден е на 12 ноември 1932 г. в тополовградското село Орешник. В периода 15 септември 1950 – 25 юли 1953 учи и завършва Випуск 1948 (Вапцаровски), специалност „Корабоводене“, класно отделение 801 на Военноморското училище във Варна. Между 1979 и 1987 г. е командир на Военноморска база-Бургас. На 6 август 2009 г. получава званието Почетен гражданин на град Бургас. Умира на 3 януари 2013 г. в Бургас.